# Anna von Borries
Anna von Borries (* 26. April 1854 in Rehme; † 4. Juni 1951 in Hannover) schuf mit ihrem Vermögen den Grundstock zur Fürsorge für körperlich behinderte Menschen in Form des Annastifts in Hannover.

## Leben
Anna von Borries erlitt als Kind durch einen Unfall ein dauerhaftes Rückenleiden und wurde früh Vollwaise. So verbrachte sie den größten Teil ihrer Jugend bei Pflegeeltern in Ratzeburg. 1887 kam Anna von Borries nach Hannover. Dort hörte sie einen Vortrag des Pastors Adolf Kottmeier, dem Gründer der Rotenburger Werke, über die Behindertenfürsorge in Skandinavien. Dies inspirierte sie, 1891 einen Großteil ihres vom Großvater August Abendroth geerbten Vermögens zu stiften zwecks Errichtung einer Pflegeanstalt für „jugendliche Krüppel“, aus der sich das nach ihr benannte Annastift entwickelte.
Von Borries überlebte den Nationalsozialismus. Sie verstarb im Alter von 97 Jahren in Hannover. Ihr Grab befindet sich auf dem Friedhof des Stephansstiftes.
Nach ihr wurde 2002 die Anna-von-Borries-Straße in Kleefeld benannt.

## Schriften
- Das Krüppelheim Annastift vor Hannover und dessen Entwicklung, Lutherhaus, 1927